# Marsha P. Johnson

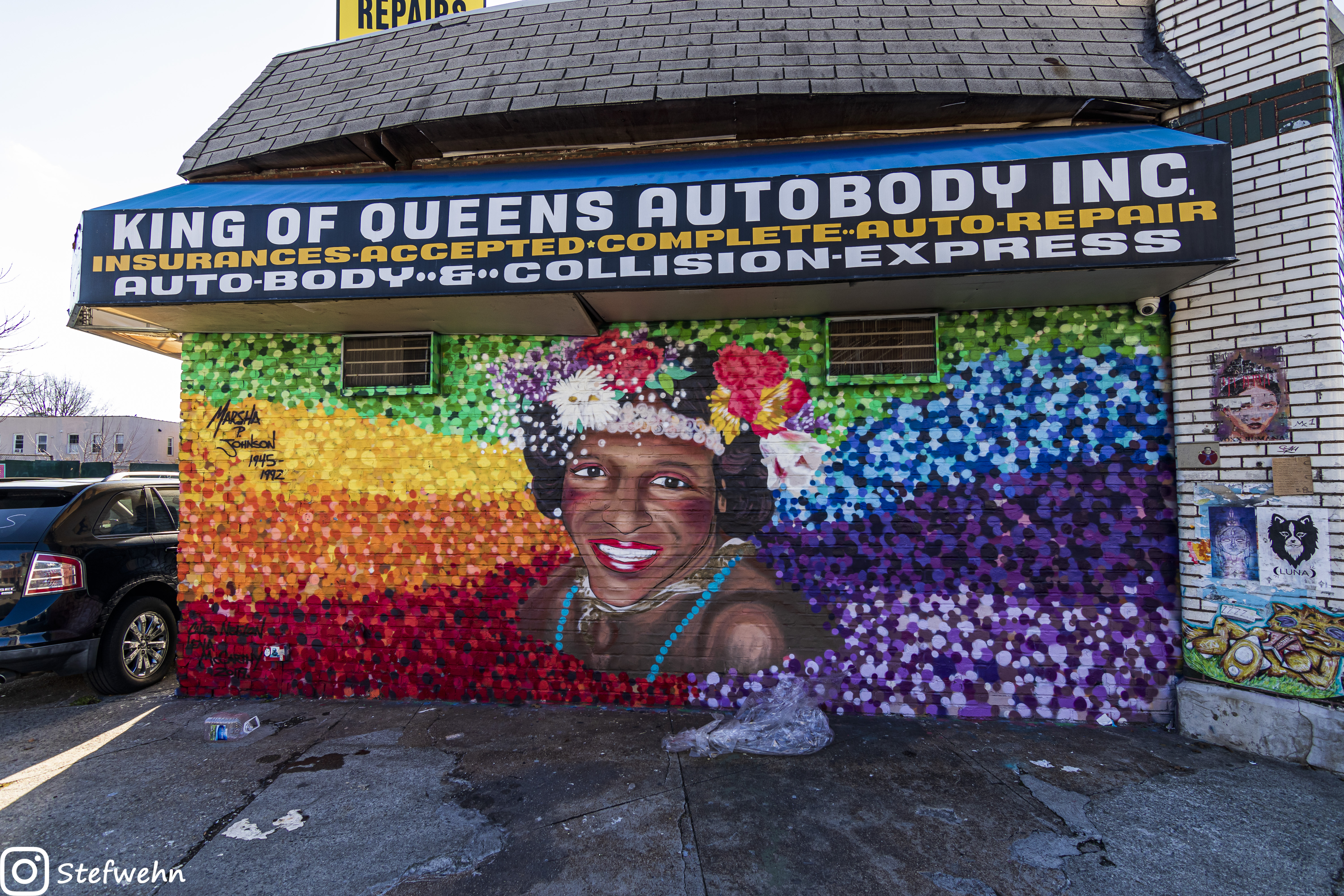
Streetart mit der ikonisierten Abbildung von Marsha P. Johnson (Astoria, Queens, New York City 2020)

Marsha P. Johnson (geboren als Malcolm Michaels Jr.; * 24. August 1945 in Elizabeth, New Jersey; † 6. Juli 1992 in New York City) war eine US-amerikanische Aktivistin. Sie war transgeschlechtlich und als Dragqueen seit den 1960er-Jahren eine beliebte Figur der New Yorker Schwulen- und Kunstszene. Im Jahr 1969 war sie an den Stonewall-Unruhen beteiligt. In ihren letzten Lebensjahren engagierte sich Johnson mit dem Interessenverband Act Up in der Bewusstseinsbildung von AIDS.

## Leben
Johnsons Mutter war Haushälterin bei einer wohlhabenden Familie; der Vater arbeitete am Fließband in einer Autofabrik.
1966 zog Johnson von Hoboken, New Jersey ins New Yorker Homosexuellenviertel Greenwich Village und nahm dort zunächst das Pseudonym Black Marsha an. Johnson ging anfangs der Prostitution nach, um den Unterhalt zu verdienen. Später machte Johnson als Dragqueen auf den Straßen auf sich aufmerksam und änderte den amtlichen Namen von Malcolm Michaels Jr. auf Marsha P. Johnson, eine Anspielung auf das Restaurant Howard Johnson's. Wurde Johnson auf das P im Dragqueen-Namen angesprochen, pflegte Johnson zu antworten: „Pay it no mind“ (Beachte es nicht), wohl auch um die häufige Thematisierung der geschlechtlichen Identität durch andere lächerlich zu machen. Als Marsha P. Johnson trug sie exzentrische Kleidung und Hüte, manchmal nahm sie jedoch weiterhin ihre männliche Identität Malcolm Michaels an.
Am 28. Juni 1969 hielt Johnson sich im New Yorker Schwulenclub The Stonewall Inn auf, als die Polizei dort eine Razzia durchführte, die zu gewalttätigen Auseinandersetzungen zwischen den Besuchern des Lokals und der Polizei führten. Johnson soll gemeinsam mit Sylvia Rivera und anderen „street queens“ maßgeblich zum Start der Unruhen beigetragen haben, was später aber angezweifelt wurde. 1970 gründeten Johnson und Sylvia Rivera gemeinsam die Aktivistengruppe Street Transvestite Action Revolutionaries (STAR), um obdachlose Transgender-Personen und Dragqueens zu unterstützen. Johnson wurde auch in der Gay Liberation Front aktiv.
1974 stand Johnson Modell für Andy Warhol in dessen Polaroid-Reihe Ladies and gentlemen und war auch Mitglied in Warhols Drag-Performance-Gruppe Hot Peaches.
Johnson wurde am 6. Juli 1992 tot im Hudson River aufgefunden. Johnsons Tod wurde von der Polizei zunächst als Suizid eingestuft; Freunde und Bekannte äußerten allerdings Zweifel an der Selbsttötung. 2002 wurde die Einstufung rückgängig gemacht und der Todesfall für „ungeklärt“ erklärt.

## Ehrungen

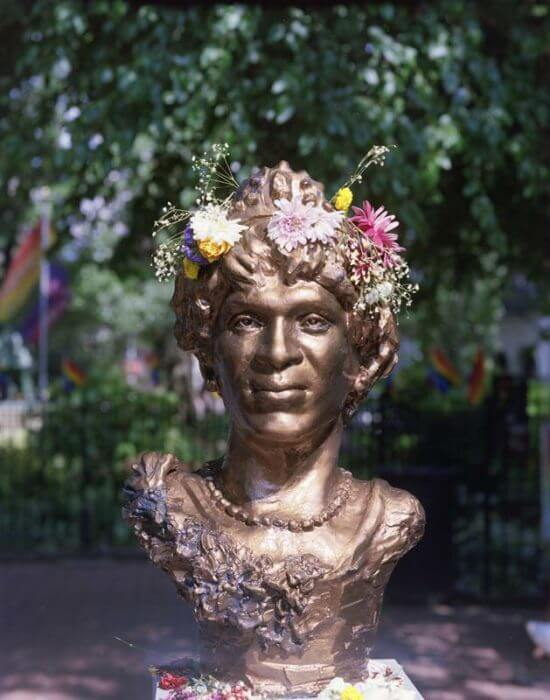
A Love Letter to Marsha im Christopher Park (2021)

- 2018 veröffentlichte The New York Times einen verspäteten Nachruf auf Johnson.[7]
- 2019 wurde ein großes, gemaltes Wandgemälde mit Johnson und Sylvia Rivera in Dallas (Texas) ausgestellt, um an den 50. Jahrestag der Stonewall-Unruhen zu erinnern. Das Gemälde der „zwei Pioniere der Schwulenrechtsbewegung“ vor einer Transgender-Flagge soll das weltweit größte Wandgemälde zu Ehren der Transgender-Gemeinschaft sein.[8]
- Im Mai 2019 wurde bekannt gegeben, dass Johnson und Sylvia Rivera im Greenwich Village im Rahmen des Projekts She Built NYC in der Nähe des Stonewall Inn in New York City mit Denkmälern geehrt werden sollten.[9] Der Bau sollte bis 2021 abgeschlossen sein.[10] Diese Denkmäler von Johnson und Rivera sollten die weltweit ersten sein, die Transgender-Aktivisten ehren.[11] Nachdem dies mehrfach mit Verweis auf Covid verschoben und schließlich eingestellt wurde, fertigte Jesse Pallotta die Bronzestatue A Love Letter to Marsha an und stellte diese 2021 im gegenüber von dem Stonewall Inn liegenden Christopher Park neben dem dortigen Gay Liberation Monument von George Segal aus.[12][13] Die Statue ist von dort in das Lesbian, Gay, Bisexual & Transgender Community Center, ebenfalls in New York, verschoben worden.[14] Pallotta hoffte, dass die Aktion dazu beitragen würde, das Verfahren für das offizielle Denkmal wieder aufzunehmen.[15] 2023 wurde das Verfahren für eine andere Statue des Projekts wieder aufgenommen.[13]
- Mitte 2019 wurde Johnson postum als „Großmarschall des New Yorker Pride Marsches“ geehrt.[16]
- Am 30. Juni 2020 wurde Johnson zum 1. Jahrestag der Ehrung zum „Großmarschall des New Yorker Pride Marsches“ mit einem Google Doodle geehrt.[16][16][17]
- An seinem 75. Geburtstag 2020 gab der Gouverneur Andrew Cuomo bekannt, dass der East River State Park in Brooklyn in Marsha P. Johnson State Park umbenannt wird und ein Denkmal aufgestellt werden soll. Damit sei Marsha P. Johnson die erste LGBTQ-Person, die mit der Umwidmung eines State Parks geehrt werde.[18]
- Ende 2021 ehrte die deutsche Liedermacherin Sarah Lesch Johnson auf ihrem Album Triggerwarnung mit dem Lied Die Geschichte von Marsha P. Johnson.[19][20]
- Mitte 2024 wurde der Bau einer Statue von Johnson in Hoboken beschlossen.[1]

## Rezeption
Johnson trat in verschiedenen Dokumentarfilmen in Erscheinung, z. B. auch in Filmen von Rosa von Praunheim. David France stellte aus solchen Originalbeiträgen und aktuellen Interviews mit Zeitzeugen die Netflix-Dokumentation The Death and Life of Marsha P. Johnson (2017) über Johnson zusammen.
Die Trans-Sängerin Antony Hegarty benannte ihre Band Antony and the Johnsons nach Johnson. Das Lied River of Sorrow der Band ist Marsha P. Johnson gewidmet und spielt auf den Tod Johnsons an.
Im Jahr 2025 wurden Erinnerungen an Marsha P. Johnson auf US-Regierungsseiten gelöscht. Dies geht auf die Executive Order 14168 in der zweiten Präsidentschaft von Donald Trump zurück.